# ゲレー・エルネー
ゲレー・エルネー（ハンガリー語: Gerő Ernő, ハンガリー語発音: [ˈɡɛrøː ˈɛrnøː], 1898年7月8日 - 1980年3月12日）は、第二次世界大戦後のハンガリー共産党指導者。1956年に短期間、党第一書記を務めた。誕生時の姓はジンガー（Singer）。

## 経歴
ゲレーはハンガリーのユダヤ人家庭に生まれたが、彼は後に宗教を完全に否定した。ハンガリー共産党初期のメンバーであったゲレーは、クン・ベーラの短命に終った共産政権の転覆後、ハンガリーからウィーンに逃亡した。1922年に帰国したが、逮捕され禁固15年を言い渡された。1924年、ソ連当局に引き渡された。ソビエト連邦において過ごした20年間、ゲレーは内務人民委員部（NKVD）の現役エージェントとして務めた。この組織を通して、ゲレーはフランス、ベルギーのコミンテルン（国際的共産主義組織）と関係を持ち、またスペイン内戦においては、国際旅団の政治委員、後にNKVDの全権代表として辣腕を振るった。
第二次世界大戦時、ハンガリー共産党国外局員となる。1945年1月から5月まで最高国家会議の議員。
1945年11月のハンガリー総選挙において、ゲレーとラーコシ・マーチャーシュの指導下のハンガリー共産党は、わずか17%の票を得たに過ぎず、対して独立小農業者党は57%もの票を獲得した。しかしながら、ハンガリー駐留ソビエト軍の司令官クリメント・ヴォロシーロフ元帥は、共産党が主要ポストを獲得する連立政権を樹立させた。1947年には共産党が主導権を握り、ラーコシが事実上の国家元首となった。ゲレーは、党中央委員会政治局において経済・保安問題を担当し、反ライク・ラースロー・キャンペーンを積極的に行った。
ラーコシ政権はスターリン主義を糾弾するフルシチョフの秘密報告により、その基盤を崩され、そして彼は1956年7月18日に辞職させられた。にもかかわらず、彼の後任として、強硬なスターリン主義者ゲレーを指名することができた。
ゲレーはハンガリー動乱第2日目の1956年10月25日、蜂起に対する不適切な対応を咎められ、ソビエト政治局により辞職させられた。カーダール・ヤーノシュと交代した後、ゲレーはソ連へ出国した。彼は1961年にブダペストへ戻るまで、ソビエト連邦に留まった。帰国後、大弾圧の責任者として党から除名。ゲレーは死ぬまで、臨時の翻訳家として、ブダペストで働いた。